# Marte Mjøs Persen
Marte Mjøs Persen (Bergen, 25 april 1975) is een Noors politica van Arbeiderpartiet. Sinds april 2022 is zij minister voor Integratie en Werk in het kabinet van Jonas Gahr Støre als opvolgster van Hadia Tajik. Eerder was ze minister van Olie en Energie. 

## Biografie
Persen werd geboren in Bergen, de toenmalige hoofdstad van de fylke Hordaland als dochter van docent Svein Persen en consulent Eli Hedvig Mjøs. Ze groeide op in Leirvik en Stord. Op de middelbare school volgde ze een muziektraject.  Na haar middelbare school volgde ze een brede opleiding aan de Universiteit Bergen. Tijdens en na haar studie werkte ze in de horeca en was ze betrokken bij Nej til EU.

## Politieke carrière
Persen was in 2003 gemeenteraadslid-kandidaat voor Rød Valgallianse, een voorloper van Rødt, en werd verkozen. Nadat de valgallianse fuseerde met de Arbeidernes kommunistparti tot Rødt zegde Persen haar lidmaatschap op en trad een paar maanden later toe tot AP  In 2011 werd ze opnieuw, nu voor AP, in de raad van Bergen gekozen. Van 2015 tot 2021 was ze Ørdfører van Bergen.  Bij de parlemenstverkiezingen van 2021 was ze kandidaat voor de Storting en werd verkozen. Jonas Gahr Støre vroeg haar voor toe te treden tot zijn kabinet op de post Olie en Energie. Na het gedwongen vertrek van Hadia Tajik wisselde zij die portefeuille voor de post Integratie en Werk.